# Polglass
Polglass (Schots-Gaelisch: Am Poll Glas) is een dorp op de noordelijke oever van Loch Broom in de buurt van Ullapool in de Schotse lieutenancy Ross and Cromarty in het raadsgebied Highland.